# Karlsson på taket (animerad TV-serie)
Karlsson på taket är en animerad tysk-svensk TV-serie i 26 avsnitt från 2005. Produktionsbolag är det tyska filmbolaget Trickompany. TV-serien är producerad av Tyska Kirch Media i samarbete med AB Svensk Filmindustri och regisserad av Michael Ekbladh, exekutiv producent Kerstin Bonnier. TV-serien bygger på Astrid Lindgrens böcker om Karlsson på taket och är en omklippt version av filmen med samma namn från 2002.
Serien har visats ett flertal gånger på SVT1 och Barnkanalen och 23 avsnitt finns även utgivna på DVD, fördelade på sju utgåvor.

## Röster
- Karlsson på taket - Börje Ahlstedt
- Lillebror - Zacharias Blad
- Mamma - Pernilla August
- Pappa - Allan Svensson
- Bosse - Oliver Skifs
- Bettan - Jasmine Heikura
- Fille - Magnus Härenstam
- Rulle - Brasse Brännström
- Fröken Bock - Ewa Roos
- Farbror Julius - Nils Eklund
- Krister - Jonathan Skifs
- Gunilla - Norea Sjöquist

## Avsnitt
1. Karlsson på taket
2. Huset på taket
3. Karlsson fiskar på taket
4. Karlsson filurar
5. Karlsson trollar
6. Karlsson spionerar
7. Karlsson går på födelsedagskalas
8. Karlsson och Husbocken
9. Karlsson och John Blund
10. Karlsson skjuter salut
11. Karlsson fångar en fågel
12. Karlsson och Draken
13. Karlsson firar Påsk
14. Karlsson och mors dag
15. Karlsson sitter barnvakt
16. Karlsson dammsuger
17. Karlsson får en rival
18. Karlsson leker kurragömma
19. Karlsson och TV-burken
20. Karlsson, det lilla spöket i Vasastan
21. Karlsson fångar tjuvar
22. Karlsson och Fröken Bocks goda kolijox
23. Karlsson leker spöke
24. Karlsson åker skidor
25. Karlsson firar julafton
26. Karlsson som racerförare

## Utgåvor
Det finns sju DVD-samlingar utgivna. Dessa finns också utgivna i en box.
1. Karlsson på Taket - Huset på taket - Innehåller avsnitt 1-3[3]
2. Karlsson på Taket - Karlsson filurar - Innehåller avsnitt 4-6[3]
3. Karlsson på Taket - Karlsson som racerförare - Innehåller avsnitt 7,11,12[3]
4. Karlsson på Taket - Karlsson och John Blund - Innehåller avsnitt 8-10[3]
5. Karlsson på Taket - Karlsson firar påsk - Innehåller avsnitt 13-15[5][6]
6. Karlsson på Taket - Karlsson dammsuger - Innehåller avsnitt 16, 17, 21, 22[3]
7. Karlsson på Taket - Karlsson åker skidor - Innehåller avsnitt 23-26[3]